# Пламас Лејк (Калифорнија)
Пламас Лејк (енгл. Plumas Lake) насељено је место без административног статуса у америчкој савезној држави Калифорнија.

## Демографија
По попису из 2010. године број становника је 5.853.
| Група             | 2000.    | 2010.         |
| Белци             | 0 (0,0%) | 3.333 (56,9%) |
| Афроамериканци    | 0 (0,0%) | 372 (6,4%)    |
| Азијати           | 0 (0,0%) | 474 (8,1%)    |
| Хиспаноамериканци | 0 (0,0%) | 1.312 (22,4%) |
| Укупно            | 0        | 5.853         |